# Super Mario Bros. 2
Super Mario Bros. 2, sottotitolato Mario Madness (e sue localizzazioni) sulle copertine, è il secondo videogioco della serie Super Mario, parte del più grande franchise di Mario. Il gioco è stato pubblicato da Nintendo in occidente per il Nintendo Entertainment System nel 1988, e in Giappone nel 1992 con il titolo di Super Mario USA (スーパーマリオUSA?, Sūpā Mario USA).
È il seguito di Super Mario Bros., e come questo è un videogioco a piattaforme a scorrimento, ma concettualmente diverso. 
La ragione dell'atipicità del gioco è dovuta al fatto che è una versione modificata di un gioco giapponese non legato a Mario, Yume Kōjō: Doki Doki Panic (1987). Il vero primo seguito di Super Mario Bros. è Super Mario Bros.: The Lost Levels, uscito originariamente solo in Giappone con il titolo Super Mario Bros. 2 nel 1986.

## Trama
Nello stesso tempo in cui aveva detto questo una luce accecò Mario che stordito cadde per le scale. Si svegliò e parlò a Luigi, Toad e alla Principessa dello strano sogno che aveva fatto, scoprendo che anche questi ultimi avevano fatto lo stesso sogno. Decisero di andare a fare un picnic. Una volta arrivati nella zona dove volevano fare il picnic videro una piccola caverna. Quando entrarono in quella caverna, con grande sorpresa, videro una grande scalinata. Era esattamente la stessa che Mario aveva visto nel suo sogno. Salirono le scale e trovarono una porta che era esattamente la stessa che Mario aveva sognato. Quando Mario e i suoi amici aprirono la porta, con grande sorpresa, videro il mondo che Mario aveva sognato.»
(Traduzione del manuale)
Ricordandosi delle voci che gli chiesero aiuto, Mario partì con gli amici per sconfiggere la rana gigante Wart, la sua alleata Strutzi e i suoi sgherri. Naturalmente i quattro riusciranno a sconfiggere Wart colpendolo con vegetali e con l'aiuto degli abitanti di Subcon.
Alla fine di tutto ciò si scopre che l'intera storia è in realtà un sogno di Mario.

## Modalità di gioco
Super Mario Bros. 2 è un platform bidimensionale a scorrimento alternativamente orizzontale o verticale.
All'inizio di ogni livello il giocatore può scegliere il personaggio con cui affrontarlo tra quattro: Mario, Luigi, Princess Peach o Toad blu. Ciascun personaggio ha le proprie abilità e punti deboli: Luigi può saltare molto in alto ma è lento e debole, la Principessa è lenta nei movimenti ma saltando può fluttuare per qualche secondo in aria, Toad è molto forte e veloce ma poco abile nei salti, mentre Mario è il più equilibrato dei quattro.
I nemici possono essere sconfitti colpendoli con degli oggetti che si ottengono raccogliendoli o sradicando delle piantine dal terreno. Vi è inoltre la possibilità di raccogliere gli stessi nemici, dopo essergli saltati sopra, e di usarli a loro volta come arma da lancio contro altri nemici. Alcuni di essi possono essere sconfitti semplicemente scagliandoli via, ma per la maggior parte devono essere colpiti con qualcosa per eliminarli. Gli oggetti possono anche essere necessari per risolvere determinati problemi, ad esempio le bombe si possono lanciare contro certe pareti per abbatterle.
C'è un sistema a tacche di energia vitale: si inizia con due tacche e se si dovesse scendere a una il personaggio diventa rimpicciolito, a zero si perde una vita. Il massimo è quattro tacche. Rompendo le beute di pozioni appare una porta dalla quale si può accedere a stanze bonus nelle quali si possono trovare funghi che aumentano l'energia e monete. Dopo ogni livello le monete raccolte si utilizzano in una slot machine che dà la possibilità di vincere vite.
Il gioco è composto da 7 mondi, ciascuno dei quali suddiviso in 3 livelli (aree), tranne l'ultimo che presenta solo due livelli, per un totale di 20. Ci sono boss minori alla fine di ciascun livello. Nell'ultimo livello il giocatore affronta Wart.

## Sviluppo
Il primo seguito di Super Mario Bros., uscito in Giappone come Super Mario Bros. 2, era simile al primo gioco, con varie migliorie come l'aggiunta di funghi velenosi e con un livello di difficoltà più alto. Nintendo of America però non fu affatto entusiasta del gioco, ritenendolo poco accessibile e ormai superato al tempo della sua eventuale uscita in Occidente, e non lo volle esportare. Ma produrre un seguito di Super Mario Bros. per NES anche in Occidente faceva assolutamente parte dei loro progetti, perciò si decise di realizzarlo in altro modo.

### Doki Doki Panic
Un primo prototipo con scorrimento verticale è stato sviluppato da Kensuke Tanabe, progettato da un team guidato da Shigeru Miyamoto e programmato dal frequente partner di Nintendo, SRD. Il gameplay del primo prototipo enfatizza i livelli a scorrimento verticale con azione cooperativa per due giocatori: sollevarsi, trasportarsi e lanciarsi a vicenda. Il gioco permetteva anche di sollevare, trasportare, lanciare, impilare e arrampicarsi su oggetti, e scorrere lo schermo verso l'alto quando si raggiunge la cima. Insoddisfatto fino a quel momento, Miyamoto ha poi aggiunto il tradizionale scorrimento orizzontale, dicendo di "creare qualcosa un po' più simile a Mario", e dicendo "Forse dobbiamo cambiare questo... Finché è divertente, va bene tutto". Tuttavia, all'epoca il software prototipo era troppo complesso per l'hardware Famicom e il gameplay era ancora considerato carente, soprattutto nella modalità giocatore singolo.
Non volendo scendere a compromessi sul gameplay, Tanabe sospese lo sviluppo del prototipo fino a quando non ricevette istruzioni per utilizzare le mascotte del festival Yume Kōjō in un gioco. Disse: "Ricordo che un giorno sono stato portato alla Fuji Television, mi è stato consegnato un foglio con sopra i personaggi del gioco e mi è stato detto: 'Voglio che tu faccia un gioco con questo'". Tanabe reimplementò gli elementi di quel prototipo nel suo nuovo gioco e pubblicò l'advergame Yume Kōjō: Doki Doki Panic per il Family Computer Disk System in Giappone il 10 luglio 1987.
Il titolo e il concetto del personaggio sono stati ispirati da una collaborazione di licenza tra Nintendo e Fuji Television per promuovere l'evento Yume Kōjō '87 dell'emittente, che ha presentato molti dei suoi ultimi programmi TV e prodotti di consumo. Le mascotte del festival Yume Kōjō sono diventate le protagoniste del gioco: una famiglia composta dal ragazzo Imajin, dalla sua ragazza Lina e dai suoi genitori Mama e Papa. Il resto dei personaggi del gioco, incluso il cattivo principale chiamato Mamu, sono stati creati da Nintendo per il progetto. Yume Kōjō: Doki Doki Panic è ambientato all'interno di un libro con ambientazione araba. Tutti e quattro i personaggi sono giocabili facoltativamente, anche se il gioco non è completato del tutto finché il giocatore non supera tutti i livelli utilizzando ciascun protagonista.

### Conversione aSuper Mario Bros. 2
Gail Tilden di Nintendo of America ricorda che la richiesta del presidente Minoru Arakawa di convertire Yume Kōjō: Doki Doki Panic, tematicamente non correlato, in un sequel di Mario era "strana" all'inizio, ma non insolita per Nintendo, che aveva già convertito un prototipo cancellato di Braccio di Ferro in Donkey Kong ripropoponendolo in Donkey Kong Jr. e Donkey Kong 3. Riassumendo i ricordi di Tanabe in un'intervista del 2011, Wired disse: "Sebbene il concetto iniziale del gioco fosse stato scartato, lo sviluppo di quel prototipo cooperativo originale per due giocatori ha ispirato tutto il gameplay innovativo di Super Mario Bros. 2".
Per la conversione internazionale in Super Mario Bros. 2, sono state apportate molte modifiche grafiche all'aspetto, all'animazione e all'identità dello scenario e dei personaggi. Lo staff di R&D4 ha modificato le sembianze dei personaggi di Mario, Luigi, principessa Toadstool e Toad, costruendole rispettivamente sui modelli di Imajin, Mama, Lina e Papa. Questa segnò la prima volta in cui Mario e Luigi avevano altezze notevolmente diverse, e Miyamoto creò l'animazione delle gambe di Luigi, per giustificare l'abilità di salto potenziata vista nel corrispondente personaggio di Mama. Yume Kōjō: Doki Doki Panic ha avuto bisogno solo di poche modifiche per la sua conversione nella serie Mario perché i suoi elementi di gioco erano già fortemente radicati in essa: Starman per l'invincibilità, gli effetti sonori delle monete e dei salti, i blocchi POW, le warp zone e una colonna sonora dal compositore di Super Mario Bros. Koji Kondo. Per ridurre la difficoltà complessiva del gioco, i progettisti hanno apportato piccole modifiche tecniche. Hanno deciso di non mantenere il requisito ultimo di Yume Kōjō: Doki Doki Panic di completare ogni livello utilizzando ciascun protagonista; pertanto, questo nuovo Super Mario Bros. 2 può essere completato in un'unica partita usando un qualsiasi personaggio. Nella tradizione della serie Mario, è stata aggiunta la possibilità di correre tenendo premuto il pulsante B.

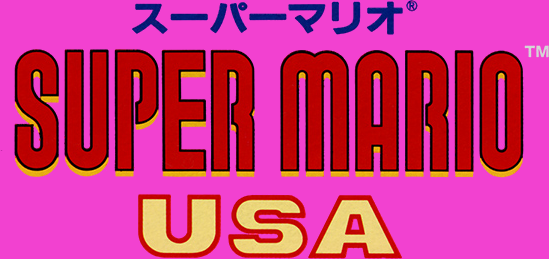
Logo giapponese del gioco, distribuito come Super Mario USA

Super Mario Bros. 2 è stato distribuito per la prima volta in Nord America nel settembre 1988. Nelle regioni PAL, il gioco è stato pubblicato l'anno successivo. Fu un tale successo commerciale e il suo contributo così sostanziale rispetto a Yume Kōjō: Doki Doki Panic, che alla fine fu ripubblicato in Giappone nel 1992 con il titolo Super Mario USA. Allo stesso modo, Nintendo ha successivamente ripubblicato il giapponese Super Mario Bros. 2 in occidente sotto forma di Super Mario Bros.: The Lost Levels, una parte della raccolta del 1993 Super Mario All-Stars per Super NES. Nintendo ha continuato a ripubblicare entrambi i giochi, ciascuno con il titolo sequel ufficiale di Super Mario Bros. 2 nelle rispettive regioni.

## Altre versioni
Il gioco venne pubblicato anche come arcade nel 1988 sul sistema PlayChoice-10 basato sul NES.
Un remake per SNES uscì all'interno della raccolta Super Mario All-Stars del 1993.
Nel 1996 un'altra versione solo giapponese uscì per Super Famicom dotato di periferica Satellaview con il titolo BS Super Mario USA Power Challenge (ＢＳスーパーマリオＵＳＡ パワーチャレンジ?, Bī Essu Sūpā Mario USA Pawā Charenji). Come tutti i titoli per Satellaview, poteva essere scaricato a episodi settimanali da una stazione di trasmissione satellitare chiamata St.GIGA e salvato in una cartuccia BS-X.
Una versione per Game Boy Advance basata sulla versione SNES è inclusa all'interno del gioco Super Mario Advance (2001) con soltanto alcuni cambiamenti nei livelli.
Inoltre emulazioni della versione NES sono state distribuite digitalmente da Nintendo tramite la Virtual Console su Nintendo 3DS, Wii e Wii U e su Nintendo Switch tramite l’abbonamento Nintendo Switch Online.

## Accoglienza
Super Mario Bros. 2 originale per NES vendette 7,46 milioni di copie ed è il quarto gioco per NES più venduto in assoluto.
Fu generalmente ben accolto dalla critica.
Ricevette ad esempio una "medaglia d'oro" di gioco del mese dalla rivista Zzap!.
Nella classifica mensile dei giochi per tutte le console dei lettori di Guida Videogiochi arrivò al primo posto.
Per Power Play era il secondo miglior gioco per NES del 1989.
In retrospettiva, per IGN è il 18° miglior gioco per NES in assoluto, e per Metacritic al 2010 era il 10° miglior gioco di tutta la serie Mario.